# UFC 193
UFC 193：鲁西对霍尔姆（UFC 193: Rousey vs. Holm）是终极格斗冠军赛（UFC）主办的一场综合格斗赛事，于2015年11月15日在澳大利亚墨尔本的海港新区体育场（Docklands Stadium）举行。共有56214名观众现场观看了本次赛事，创造了UFC历史上参与人数的纪录。此次比赛中，龙达·鲁西职业生涯首尝败绩。

## 结果
1. ↑  UFC女子雏量级冠军战
2. ↑  UFC女子草量级冠军战